# 江戸川区立船堀小学校
江戸川区立船堀小学校（えどがわくりつ ふなぼりしょうがっこう）は、東京都江戸川区船堀二丁目にある小学校。通称｢船小」。

## 沿革
- 1883年（明治16年）7月24日 - 開校(村立平船・船穏小学校　両校併立)
- 1888年（明治21年）5月19日 - 村立平船・船穏小学校が統合、公立船堀小学校に改称
- 1914年（大正3年）4月1日 - 東京府南葛飾郡松江村立第一松江尋常小学校に改称
- 1941年（昭和16年）4月1日 - 東京市立第一松江国民学校に改称
- 1947年（昭和22年）4月1日 - 東京都江戸川区立第一松江小学校に改称
- 1954年（昭和29年）4月1日 - 東京都江戸川区立船堀小学校に改称

## 教育目標
- よく考え、すすんで学ぶ子
- たくましく、じょうぶな子
- 思いやりのある、心豊かな子
- さいごまで、やりぬく子

## 学校行事
| - 4月 - 始業式、入学式 - 5月 - 遠足 - 6月 - | - 7月 - 終業式 - 8月 - 始業式 - 9月 - 区水泳大会 | - 10月 - 運動会 - 11月 - - 12月 - 終業式 | - 1月 - 始業式、ウインタースクール - 2月 - - 3月 - 卒業式、修了式 |

## 通学区域
- 江戸川区
  - 船堀1,2,3丁目全域
  - 北葛西1丁目15番から19番

## 進学先中学校
- 江戸川区立松江第一中学校

## 主な出身者
- 左卜全

## 交通
- 都営新宿線 船堀駅から徒歩3分